# Aro (rijeka)
Aro je rijeka u Venezueli. Pritoka je rijeke Orinoco.